# Mohammed Al-Menfi
Mohammed Yunus al-Menfi (în arabă: محمد يونس المنفي; n. 3 martie 1976) este un diplomat și om politic libian, din 15 februarie 2021 președintele Consiliului Prezidențial al Libiei, format în urma negocierilor în cadrul Forului Libian de Dialog Politic.
În trecut a fost ambasador al Libiei la Atena, funcție in care s-a produs o criză gravă în relațiile dintre Guvernul de Acord Național de la Tripoli și guvernul Greciei din cauza acordului turco-libian asupra trasarii granitelor maritime in Marea Mediterană. Menfi a declarat persona non grata și expulzat din Grecia în decembrie 2019. 
În cadrul Forului Libian de Dialog Politic s-a decis alegerea unei autorități executive unificate în întâmpinarea unor alegeri generale prevăzute pentru decembrie 2021, dar care au fost, în cele din urmă amânate. S-a convenit ca Abdul Hamid Al Dabaiba să ramână în funcția de prim ministru în fruntea guvernului de uniune națională, iar Mohammed Al-Menfi, ca originar din Cirenaica, a fost numit președinte al Consiliului prezidențial, alături de Mussa Al-Koni, tuareg din Fezzan (sud), și Abdallah Salah Al-Lafi, originar din Zawyia (Tripolitania) (vest), ca vicepreședinți.

## Biografie
Al-Menfi s-a născut în 1976 la Tobruk într-o familie din tribul menf sau manf. A studiat ingineria la Universitatea din Tobruk, obținând titlul de doctor în științe. În timpul studiilor la Universitatea Le Havre, Al-Menfi a fost unul din conducătorii activi ai Asociatiei studenților libieni din Franta în cadrul Uniunii studenților din Jamahiriya. După înlăturarea dictatorului Muammar al-Gaddafi a devenit membru in Congresul național  general.